# Кронгауз Герман Ліпманович
Кронгауз Герман Ліпманович (29 квітня 1917, Харків) — український скульптор.
Учасник Другої світової війни. 1949 року закінчив Московський інститут прикладного та декоративного мистецтва. Серед викладачів з фаху — В. Мухіна, С. Альошин, В. Дерунов, Б. Ланге, В. Фаворський, І. Бєдняков, В. Савинський. Того ж року на короткий час призначений одним із деканів львівського Інституту декоративного та прикладного мистецтва (тепер академія мистецтв). Член Спілки художників УРСР. Нагороджений медалями та Орденом Червоної Зірки. Проживав у Львові, у будинку № 72 на вулиці Хмельницького.
Роботи
- «Рабіндранат Тагор», 1957.[1]
- Пам'ятник на могилі Михайла Мономахова на Личаківському цвинтарі, поле № 12, 1957.[4]
- «З минулого» («Батрак»), 1960.[1]
- «Ангола», 1962.[1]
- Пам'ятник на братській могилі прикордонників у селі Старовойтове. 1962, залізобетон, мармурова крихта.[5]
- Братська могила радянських солдатів у селі Озютичі, 1967.[6]
- «Дума про волю» («Каторжник»).[1] 1969, тонований гіпс, 140×50×45[7] (за іншими даними — 1964[1]).
- «Анджела Девіс» (близько 1971).[8]
- Пам'ятники землякам, загиблим у Другій світовій війні в селах Рівне Волинської області (1967)[5], Грибовиця (1971, архітектор П. Жуля)[9], Карпук (1974, архітектор П. Жуля)[10], Радомишль Волинської області (1974)[11], Самійличі (1974).[5]